# Nậm Pồ
Nậm Pồ là một huyện biên giới thuộc tỉnh Điện Biên, Việt Nam.

## Địa lý
Huyện Nậm Pồ nằm ở phía tây bắc tỉnh Điện Biên, có vị trí địa lý:
- Phía đông giáp huyện Mường Chà
- Phía tây giáp huyện Mường Nhé và Lào
- Phía nam giáp Lào
- Phía bắc giáp huyện Nậm Nhùn, tỉnh Lai Châu.

## Hành chính
Huyện Nậm Pồ có 15 đơn vị hành chính cấp xã trực thuộc, bao gồm 15 xã: Chà Cang, Chà Nưa, Chà Tở, Na Cô Sa, Nà Bủng, Nà Hỳ (huyện lỵ), Nà Khoa, Nậm Chua, Nậm Khăn, Nậm Nhừ, Nậm Tin, Pa Tần, Phìn Hồ, Si Pa Phìn, Vàng Đán.
| \| Xã (15) \| \| \| \| \| Chà Cang \| 108,32 \| 2.868 \| 26 \| \| Chà Nưa \| 98,36 \| 3.041 \| 30 \| \| Chà Tở \| 123,26 \| 2.971 \| 24 \| \| Na Cô Sa \| 125,51 \| 6.496 \| 51 \| \| Nà Bủng \| 79,97 \| 5.581 \| 69 \| \| Nà Hỳ \| 81,85 \| 5.253 \| 64 \| \| Nà Khoa \| 65,34 \| 3.855 \| 58 \| \| Nậm Chua \| 68,75 \| 2.782 \| 40 \| \| Nậm Khăn \| 104,68 \| 2.090 \| 19 \| \| Nậm Nhừ \| 59,72 \| 3.624 \| 60 \| \| Nậm Tin \| 86,88 \| 4.192 \| 48 \| \| Pa Tần \| 165,93 \| 3.207 \| 19 \| \| Phìn Hồ \| 114,91 \| 4.001 \| 34 \| \| Si Pa Phìn \| 129,57 \| 6.090 \| 47 \| \| Vàng Đán \| 84,56 \| 3.732 \| 44 \| \| Toàn huyện \| 1.495,59 \| 59.783 \| 39 \| |                          |                         |                    |
| Nguồn: Niên giám tỉnh Điện Biên năm 2022 |                          |                         |                    |
| Tên | Diện tích năm 2022 (km²) | Dân số năm 2022 (người) | Mật độ (người/km²) |
| Xã (15) |                          |                         |                    |
| Chà Cang | 108,32                   | 2.868                   | 26                 |
| Chà Nưa | 98,36                    | 3.041                   | 30                 |
| Chà Tở | 123,26                   | 2.971                   | 24                 |
| Na Cô Sa | 125,51                   | 6.496                   | 51                 |
| Nà Bủng | 79,97                    | 5.581                   | 69                 |
| Nà Hỳ | 81,85                    | 5.253                   | 64                 |
| Nà Khoa | 65,34                    | 3.855                   | 58                 |
| Nậm Chua | 68,75                    | 2.782                   | 40                 |
| Nậm Khăn | 104,68                   | 2.090                   | 19                 |
| Nậm Nhừ | 59,72                    | 3.624                   | 60                 |
| Nậm Tin | 86,88                    | 4.192                   | 48                 |
| Pa Tần | 165,93                   | 3.207                   | 19                 |
| Phìn Hồ | 114,91                   | 4.001                   | 34                 |
| Si Pa Phìn | 129,57                   | 6.090                   | 47                 |
| Vàng Đán | 84,56                    | 3.732                   | 44                 |
| Toàn huyện | 1.495,59                 | 59.783                  | 39                 |

## Lịch sử
Tên huyện được đặt theo tên của sông Nậm Pồ, một phụ lưu cấp 2 của sông Đà chảy trên địa bàn huyện.
Ngày 25 tháng 8 năm 2012, Chính phủ ban hành Nghị quyết số 45/NQ-CP về việc thành lập huyện Nậm Pồ trên cơ sở điều chỉnh 92.577,49 ha diện tích tự nhiên, 28.833 người của 10 xã: Pa Tần, Chà Cang, Nà Khoa, Nà Bủng, Nà Hỳ, Na Cô Sa, Nậm Tin, Nậm Nhừ, Nậm Chua, Vàng Đán thuộc huyện Mường Nhé và 57.235,47 ha diện tích tự nhiên, 14.709 người của 5 xã: Chà Tở, Nậm Khăn, Chà Nưa, Si Pa Phìn, Phìn Hồ thuộc huyện Mường Chà.
Sau khi thành lập, huyện Nậm Pồ có 149.812,96 ha diện tích tự nhiên và 43.542 người với 15 xã trực thuộc. Huyện lỵ của huyện đặt tại xã Nà Hỳ.

## Dân số
Huyện Nậm Pồ có diện tích 1.495,59 km² (149.559,12 ha), dân số năm 2017 là 50.752 người, có 8 thành phần dân tộc: Mông chiếm tỷ lệ cao nhất 69,18%; Thái chiếm 18,50%; Dao chiếm 4,15%; Kinh chiếm 3,21%; Khơ Mú chiếm 1,58%; Hoa chiếm 1,52%; Kháng chiếm 0,91%; Cống chiếm 0,75% và các dân tộc khác chiếm 0,2%.
Huyện có diện tích 1.498,13 km², dân số năm 2019 là 54.908 người, mật độ dân số đạt 36 người/km².
Huyện có diện tích 1.495,59 km² (149.559,11 ha), dân số năm 2022 là 59.783 người, mật độ dân số đạt 39 người/km².

## Giao thông
Hệ thống giao thông trên địa bàn huyện Nậm Pồ: Quốc lộ 4H, Quốc lộ 4H1, Đường tỉnh 145, Đường tỉnh lộ 150, Đường tỉnh lộ 145B,...